# Старый Имян
Старый Имян — село в Сармановском районе Татарстана. Административный центр Старо-Имянского сельского поселения.

## География
Находится в восточной части Татарстана на расстоянии приблизительно 16 км на северо-восток по прямой от районного центра села Сарманово.

## История
Основано не позднее 1735 года как Иманово, позднее упоминалось и как Ималово, Кутузас. До 1860-х годов часть жителей учитывалась как башкиры и тептяри. В начале XX века упоминалось о наличии мечети и мектеба.
В «Списке населенных мест по сведениям 1870 года», изданном в 1877 году, населённый пункт упомянут как деревня Кутузас (Ималова) 2-го стана Мензелинского уезда Уфимской губернии. Располагалась при речке Кутазасе, по левую сторону коммерческого тракта из Бирска в Мамадыш, в 40 верстах от уездного города Мензелинска и в 20 верстах от становой квартиры в селе Александровское (Кармалы). В деревне, в 182 дворах жили 968 человек (500 мужчин и 468 женщин, в том числе: башкиры, 326 мужчин и 320 женщин; татары, 154 мужчины и 129 женщин, тептяри: 20 мужчин и 19 женщин), были мечеть, училище.

## Население
Постоянных жителей было: в 1795—203, в 1811—188 душ мужского пола, в 1859—437, в 1870—968, в 1897—915, в 1913—1158, в 1920—1232, в 1926—975, в 1938—808, в 1949—425, в 1958—419, в 1970—464, в 1979—340, в 1989—244, 272 в 2002 году (татары 100 %), 231 в 2010.